# Kurhany (obwód homelski)
Kurhany (biał. Курганы; ros. Курганы, Kurgany) – osiedle na Białorusi, w obwodzie homelskim, w rejonie homelskim, w sielsowiecie Ciareniczy.